# لايك وورث (تكساس)
لايك وورث (بالإنجليزية: Lake Worth)‏ هي مدينة أمريكية تقع في ولاية تكساس.تبلغ مساحة هذه المدينة 6.5 (كم²)،ويبلغ عدد سكانها 4584 نسمة حسب إحصاء سنة 2010 م.